# Xavier Chen
Xavier Chen (chinois : 陳昌源), né le 5 octobre 1983 à Berchem-Sainte-Agathe en Belgique d'un père taïwanais et d'une mère française, est un ancien footballeur international taïwanais. Il possède également la nationalité belge. Il est, par ailleurs, licencié en droit de l'Université libre de Bruxelles (ULB).

## En club
Formé dans les catégories de jeunes du Sporting Anderlecht, Chen n'y évoluera jamais en équipe première. En 2003, alors qu'il se produit avec la réserve, il passe avec le noyau espoir de Courtrai. Il intègre l'équipe première l'année suivante, avec laquelle il évolue trois saisons.
En juillet 2007, le défenseur rejoint le FC Malines.
En janvier 2013, il signe avec le club chinois de Guizhou Renhe. En deux saisons, il participe à 87 rencontres avec le club chinois, pour deux buts inscrits.
En janvier 2016, il revient à Malines, où il jouera 18 mois. À la fin de son contrat, et alors qu'il disposait d'un accord verbal pour une prolongation de contrat, Chen ne la reçoit pas, sous l'impulsion du coach Yannick Ferrera, qui lui fait savoir qu'il ne compte plus sur lui. Dans la foulée, Chen décide de mettre un terme à sa carrière sportive à l'âge de 33 ans.

## En sélection
Sélectionné à plusieurs reprises avec les U19 belges, Xavier Chen ne choisit finalement pas de représenter son pays de naissance. En 2010, convoité par les fédérations chinoise et taïwanaise de football, il choisit de porter les couleurs de l'Équipe de Taipei chinois de football.
Lors de sa première rencontre avec Taiwan en juillet 2011, il inscrit sur penalty l'un des buts de la victoire contre la Malaisie (3-2). Il n'est alors plus repris pendant près de 4 ans, et fait son retour en sélection en juin 2015. Chen inscrit deux autres buts en sélection contre Macao (5-1) et à Singapour (1-2), et honore une dernière sélection contre Bahreïn en octobre 2017, alors qu'il n'a plus de club.

## Après-carrière
Avec son ami John Prigogine, Xavier Chen a ouvert à Ixelles un restaurant axé sur la tradition de la cuisine de rue (Street food) nommé Old Boy . En 2022, "Oldboy" a été désigné meilleur restaurant asiatique de l'année par Gault&Millau ,.
Il est également analyste football pour la chaine belge Proximus Sports et un commentateur régulier des matches de football sur la RTBF lors des compétitions masculines internationales.